# دنیا اورویتسا
دنیا اورویتسا (به صربی: Donja Orovica) یک روستا در صربستان است که در Ljubovija واقع شده‌است.